# レオポルド・ディ・ボルボーネ＝ナポリ
レオポルド・ジョヴァンニ・ジュゼッペ・ミケーレ・ディ・ボルボーネ＝ナポリ（Leopoldo Giovanni Giuseppe Michele di Borbone-Napoli, 1790年7月2日 - 1851年3月10日）は、ナポリ王フェルディナンド4世（のち両シチリア王フェルディナンド1世）とその妃で神聖ローマ皇帝フランツ1世の娘であるマリア・カロリーナの間の六男。サレルノ公（Principe di Salerno）の儀礼称号で呼ばれた。

## 生涯
1816年7月28日、姉のマリーア・テレーザとその夫のオーストリア皇帝フランツ1世の間の娘であるマリア・クレメンティーネと結婚した。夫妻の間には4人の子供が生まれた（うち2人は名前が無い）が、成長したのは娘1人だけである。
- マリーア・カロリーナ（1822年 - 1869年） - 1844年、フランス王子・オマール公アンリ・ドルレアンと結婚
- ルイージ（1824年）